# Thórovo kladivo (Hvězdná brána)
Thórovo kladivo je 9. epizoda 1. řady scifi seriálu Hvězdná brána.

## Děj
Tým SG-1 se vydá na planetu Cimmeria, na které platí pro všechny Goa'uldy zákaz vstupu. Jakmile SG-1 vstoupí na planetu , je Teal'c a Jack O'Neill zachycen paprskem ze sloupu ve tvaru kladiva stojícího před bránou a jsou přeneseni do jeskyně, ve které se skrývá i Thórovo kladivo asgardské zařízení, které z jeskyně nepustí žádného Goa'ulda, ať už v hostiteli nebo v Jaffovi. Zbytek týmu SG-1 se mezitím spřátelí s vesničankou Gairwyn, která SG-1 ukáže bývalou hostitelku Kendru, která prošla Thórovým kladivem.
V jeskyni se před Teal'cem a Jackem objeví vikinský válečník, který říká, že je Thór, vrchní velitel asgardské flotily a že za porušení zákazu vstupu Goa'uldů na planetu je čeká smrt. Říká také, že jejich technika a zbraně nebudou v jeskyni fungovat. Mají jít do síně Mjollnir a postavit se kladivu. Jen hostitel může toto místo opustit živý. Pak obraz Thóra zmizí. O'Neill s Teal'cem se vydávají na průzkum.
Kendra zatím dovede Sam a Daniela horami až k jeskyni, ve kterém se nachází Thórovo kladivo.
Teal'c s Jackem objeví v jeskyni Unase, jednoho z prvních hostitelů Goa'uldů. Oba začnou po něm střílet. Jack s Teal'cem se dají na ústup a zraněný Unas také. Nakonec dorazí až do síně Mjollnir, ve které je průchod. O'Neill průchodem projde. Teal'c jde za ním, ale před průchodem se zastaví. Je zachycen v jakémsi silovém poli. Nemůže se pohnout a křičí bolestí. O'Neill se rozběhne, a vytlačí Teal'ca ze silového pole zpět do jeskyně. Do místnosti se chodbou blíží Unas a odřízne jim cestu. Jack a Teal'c se perou s Unasem a nakonec se Teal'covi podaří Unase strčit do průchodu. Potom se jej snaží Teal'c udržet v silovém poli, ale Unas jej táhne do silového pole také. V tom z druhé strany přicházejí Jackson, Carterová a Kendra. O'Neill se rozběhne a na poslední chvíli vytáhne Teal'ca ze silového pole. Unas v poli zůstává a zmítá se v bolestech. Po chvíli se kladivo vypne a Unas umírá. Poté Jack podává Danielovi Teal'covu tyčovou zbraň s tím, ať z druhé strany vystřelí na kladivo, protože v jeskyni tyčová zbraň nefunguje. Daniel kladivo zničí a Teal'c projde průchodem ven.